# 스카이 김
스카이 김(영어: Ha-Neul "Sky" Kim, 1982년 11월 24일~)은 호주의 양궁 선수이다. 한국에서 태어나 국적을 호주로 바꿨다. 한국명은 김하늘. 호주에서 사용하는 정식 이름은 '하늘 스카이 김'이다.

## 생애
대구에서 태어남. 2004년까지 대구중구청 양궁팀에서 활약. 2년여에 걸친 호주양궁협회의 설득 끝에 2005년 1월 호주로 건너갔고, 2006년 6월 호주 국적을 취득함. 그는 국적을 바꾼 이유에 대해 "올림픽 출전이 소원이지만 국내에선 전망이 없었다"고 설명함. 2007년 8월 프레올림픽에서 양궁 개인전 금메달.